# Đại học Hongik
Trường Đại học Hongik (được gọi ngắn gọn là "Hongdae"; Hán-Việt: Hoằng Ích Đại học hiệu) là một trường đại học tư thục ở Mapo-gu, trung tâm thành phố Seoul Hàn Quốc, với 9 chuyên khoa, 38 phân ngành và 74 phân khoa thuộc 12 trường cao học. Đại học Hongik nằm trên con đường nổi tiếng dành cho học sinh của thủ đô Seoul, vẫn được các bạn sinh viên gọi với tên Hongdae. Trường có 4 cơ sở: Seoul, Daehak-ro, Sejong và Hwaseong. Tổng số sinh viên theo học tại trường hiện có khoảng 21,700 sinh viên. Trường có thế mạnh đặc biệt về các ngành nghệ thuật và thiết kế.
Trường đại học Hongik luôn khuyến khích sự sáng tạo và rèn luyện tính độc lập của sinh viên. Sinh viên được trang bị các kỹ năng cần thiết để hòa nhập với thời đại cùng các kiến thức chuyên môn vững vàng.
Trường Hongik là một trong những trường đại học được trang bị cơ sở vật chất hiện đại nhất: Kí túc xá rộng, đẹp, hiện đại như khách sạn (xây dựng tháng 3 năm 2016); viện cao học thiết kế quốc tế (IDAS), viện cao học trình diễn nghệ thuật (Daehakro campus); tòa nhà "Hongmunkwan" là nơi để nghiên cứu học tập cũng như sinh hoạt văn hóa (Seoul campus).
Ngoài ra, trường còn là trường đại học có đội tuyển giảng viên ưu tú và có nhiều học bổng dành cho sinh viên; đứng thứ 2 trong các trường đại học tư về việc cấp học bổng cho sinh viên.
Học bổng mà mỗi sinh viên có thể được nhận gần cao nhất cả nước (Nhật báo kinh tế Hàn Quốc tháng 9/2015).
Trường được bộ giáo dục khoa học kĩ thuật lựa chọn là trường đại học ưu tú về chế độ cải cách giáo dục trong suốt 8 năm liên tiếp và trường đại học ưu tú về mảng thiết kế suốt 3 năm liên tiếp.

## Các khối ngành trực thuộc

### Cơ sở Seoul
Khoa học: Kĩ sư đô thị và dân sự; Kĩ sư điện và điện tử; Kĩ sư hóa học và vật liệu khoa học; Kĩ sư máy tính và công nghệ thông tin; Kĩ sư cơ khí và thiết kế hệ thống; Kiến trúc.
Nhân văn: Quản trị kinh doanh; Ngôn ngữ và văn học Anh; Ngôn ngữ và văn học Đức; Ngôn ngữ và văn học Pháp; Ngôn ngữ và văn học Hàn Quốc; Luật; Kinh tế.
Nghệ thuật: Nghiên cứu nghệ thuật; Hội họa phương Đông; Mĩ thuật; Ngành in; Điêu khắc; Thiết kế; Nghệ thuật và thiết kế kim loại; Gốm và thủy tinh; Thiết kế gỗ và nội thất; Nghệ thuật và thiết kế vải.

### Cơ sở Sejong
Khoa học: Kĩ sư điện và điện tử; Kĩ sư máy tính và truyền thông; Kĩ sư và khoa học vật liệu; Kĩ sư thiết kế; Cơ khí và thiết kế; Kiến trúc biển; Kĩ sư hóa-sinh; Phần mềm trò chơi.
Nhân văn: Quản lý kinh doanh; Quan hệ cộng đồng và quảng cáo.
Nghệ thuật: Thiết kế và truyền thông; Thiết kế đồ họa trò chơi.

## Học bổng
- Học bổng đại học: 28 loại;
- Trường có kết nối với các nguồn tài trợ tư nhân và các học bổng khác;
- Học bổng toàn cầu Hongik:
- Sinh viên có bố mẹ đều là người nước ngoài sẽ được trao học bổng này:
- Kỳ 1: 900,000KRW được trao cho tất cả sinh viên (ngoại trừ sinh viên nhập học khoa Kiến trúc và khoa Nghệ thuật).
- Từ kỳ 2: học bổng một phần sẽ được trao cho sinh viên tùy thuộc vào điểm trung bình của kỳ trước.

| DTB kỳ học trước | Mức học bổng  |
| ---------------- | ------------- |
| >4,0             | 100% học phí  |
| 3,5 ~ 4,0        | 80% học phí   |
| 3,0 ~ 3,5        | 60% học phí   |
| 2,5 ~ 3,0        | 40% học phí   |
| 2,0 ~ 2,5        | 1,200,000 KRW |